# Ceratophora aspera
Espèce
Statut de conservation UICN

 VU B1ab(iii) : Vulnérable
Ceratophora aspera est une espèce de sauriens de la famille des Agamidae.

## Répartition
Cette espèce est endémique du Sri Lanka.

## Publication originale
- Günther, 1864 : The reptiles of British India, London, Taylor & Francis, p. 1-452 (texte intégral).